# Gianluca Caprari
Gianluca Caprari (* 30. Juli 1993 in Rom) ist ein italienischer Fußballspieler. Der Offensivspieler steht bei der AC Monza unter Vertrag.

## Karriere

### Im Verein
Caprari wurde 2009 in die Jugend des AS Rom aufgenommen, der er bis 2011 angehörte. Im selben Jahr wurde er in den Profikader der Roma übernommen und kam in der Hinrunde der Saison 2011/12 zu einem Einsatz, zwei weitere absolvierte er bereits als Jugendspieler in der vorigen Saison. Am 31. Januar 2012 wurde er dann für eineinhalb Jahre an Delfino Pescara 1936 verliehen und konnte mit den Delfini den Gewinn der Serie B 2011/12 feiern. Auch im darauffolgenden Jahr bei Pescara gehörte Caprari zum Stamm der Mannschaft konnte den Abstieg aus der Serie A jedoch nicht verhindern. Im Sommer 2013 kehrte er zum AS Rom zurück.
Nach einem halben Jahr mit lediglich einem Kurzeinsatz wechselte Caprari fest zu Delfino Pescara, wo er wieder auf mehr Spielzeit kam. Besonders in der Aufstiegssaison 2015/16 und der Spielzeit 2016/17, in der Pescara wieder abstieg, war er wichtiger Bestandteil der Mannschaft.
Im Sommer 2017 wechselte Caprari zu Sampdoria Genua. Im Januar 2020 wurde er zunächst für die Rückrunde an Parma Calcio und im September 2020 für ein Jahr an Benevento Calcio verliehen. In der Saison 2021/22 spielte er leihweise für Hellas Verona. Nachdem er im Sommer 2022 fest nach Verona gewechselt war, wurde er umgehend an die AC Monza verliehen, die ihn schließlich zur Saison 2023/24 fest verpflichteten.

### In der Nationalmannschaft
Caprari absolvierte von 2011 bis 2013 neun Partien für verschiedene italienische Juniorennationalmannschaften. Im Mai 2017 wurde er von Nationaltrainer Gian Piero Ventura für die A-Nationalmannschaft nominiert. Im inoffiziellen Freundschaftsspiel gegen San Marino kam er zum Einsatz. Danach wurde er erst im Oktober 2018 wieder von Roberto Mancini nominiert, blieb jedoch ohne Einsatz. Bis 2022 folgte keine weitere Berücksichtigung, ehe er für die Spiele der UEFA Nations League 2022/23 nominiert wurde. Sein Debüt für die Squadra Azzurra feierte er am 14. Juni 2022 im Spiel gegen Deutschland. Dies waren zugleich sein letztes Länderspiel und die letzte Berücksichtigung für die Nationalmannschaft.

## Erfolge
- Italienischer Serie B-Meister: 2011/12
- Aufstieg in die Serie A: 2015/16